# مايلز "تيلز" براور
مايلز براور (بالإنجليزية: Miles Prower)‏، الشهير بلقب تيلز (Tails テイルス، Teirusu)، هو شخصية خيالية في سلسلة ألعاب فيديو القنفذ سونيك من إنتاج سيجا، وهو الصديق الأقرب للقنفذ الأزرق سونيك ويعامله كأخ أصغر له.

## سيرة الشخصية
مايلز يُعرف أكثر بلقب "تيلز"، وهو ثعلب ذو ذيلين، وهو ما يُشتق منه لقبه. يُعتبر تيلز عبقريًا في مجال الميكانيكا وطيارًا ماهرًا. يستطيع الطيران عن طريق تدوير ذيليه كأنهما مروحة هليكوبتر، وهي قدرة فريدة تميزه عن غيره من الشخصيات.
ظهر تيلز لأول مرة في لعبة القنفذ سونيك 2 كمعاون لـسونيك، حيث ميزته الطيران بأذياله المزدوجة (العدد اثنين)، وساعد سونيك في تخريب مخططات دكتور إغمان الشريرة.
تيلز هو خبير ميكانيكي ممتاز وطيار محترف في الطائرات العادية والنفاثة. من أبرز إنجازاته في مجال الهندسة أنه قام بصنع طائرة Tornado 2، بالإضافة إلى X-Tornado بمساعدة شخصية "شاك" في مسلسل سونيك إكس.
تيلز له دور مهم في العديد من الألعاب والمسلسلات، وهو يُعتبر من أقرب الأصدقاء إلى سونيك. يتمتع بحب شديد لأصدقائه ولا ينسى أبدًا أي واحد منهم، مما يجعله شخصية محبوبة في سلسلة سونيك.

## اسم "مايلز براور"
اسم "مايلز براور" (Miles Prower) مشتق من عبارة Miles per hour، وهي وحدة قياس السرعة التي تُستخدم في بعض الدول، مثل الولايات المتحدة الأمريكية. هذا يشير إلى سرعته الكبيرة في الألعاب.